# 梁詠琳
梁詠琳（英語：Jay Leung Wing Lam，1969年9月16日—），前無線電視藝員，在美國長大。梁1988年參加第七屆新秀歌唱大賽而入行，翌年與黃智賢、譚玉瑛等人主持兒童節目《閃電傳真機》。梁已回流美國三藩市。

## 私人生活
梁詠琳的首任男友是前藝人何寶生，但二人的戀情只維持1年，其後何更看化世俗情嫁，出家為僧。1995年，梁參演無綫電視劇集《刑事偵緝檔案》其中一個單元，與同劇藝人、有婦之夫夏韶聲展開不倫戀，二人更合資開公司「Shower Music」。直到2001年，梁才知自己竟不是公司的股東而未能分紅，兩人陷金錢糾紛，不過梁後來原諒夏韶聲，二人感情糾纏至2003年分手。不過有指梁受情傷而患上情緒病，並離開無綫電視返回美國生活，並從事葡萄酒生意。2011年，梁經朋友介紹認識下遇到現任丈夫Tom，兩人交往七年後，最終在2018年6月結婚。

## 演出作品

### 電視劇 (無線電視)
| 年份   | 电视剧               | 角色                           |
| 1989年 | 天涯歌女             |                                |
| 1990年 | 婆媽女婿             |                                |
| 1991年 | 閉門一家千           | 馬慧珊                         |
| 1992年 | 三喜臨門             | 簡若珊                         |
| 1992年 | 愛生事家庭           |                                |
| 1992年 | 飛星尋龍             | 卿 姐                          |
| 1994年 | CATWALK俏佳人        | 周婷婷（Christine）            |
| 1994年 | 千影神偷（電視電影） | Vivian                         |
| 1995年 | 刑事偵緝檔案         | Daisy                          |
| 1995年 | O記實錄              | 傅婷                           |
| 1995年 | 娛樂插班生           | 徐蓮如                         |
| 1996年 | 天降財神             | 馬寶珠                         |
| 1996年 | 900重案追凶          | 阮美吉                         |
| 1996年 | 緝私群英             | 林麗娟（Jo Jo）                |
| 1996年 | O記實錄II            | Wendy Wong                     |
| 1997年 | 難兄難弟             | 梁玉嬅／狄嬅                   |
| 1997年 | 刑事偵緝檔案III      | 雲寶瓊                         |
| 1997年 | 鑑證實錄             | 李思曼                         |
| 1998年 | 天地豪情             | 周燕                           |
| 1998年 | 緣來沒法擋           | 陸艷芳                         |
| 1998年 | 掃黃先鋒             | 古惠茵                         |
| 1998年 | 難兄難弟之神探李奇   | 梁金娣                         |
| 1998年 | 烈火雄心             | 司徒秀麗                       |
| 1998年 | 廉政行動1998         | 方太（單元一：再見大龍鳳）     |
| 1999年 | 鑑證實錄II           | 马曼蓉（Susanna Ma）           |
| 1999年 | 寵物情緣             | 方姐                           |
| 1999年 | 千里姻緣兜錯圈       | Rita                           |
| 1999年 | 反黑先鋒             | 何美施                         |
| 2000年 | 男親女愛             | 朱何美芳                       |
| 2000年 | 陀槍師姐II           | 莫愛美                         |
| 2000年 | 金裝四大才子         | 風騷騷                         |
| 2000年 | 醫神華佗             | 紐紐                           |
| 2001年 | 娛樂反斗星           | 張 蓉                          |
| 2001年 | 廉政追擊             | 陳鏡文妻子（單元四：超人老豆） |

### 電視劇 (香港電台)
| 年份   | 电视剧                 | 角色   |
| 1999年 | 百老薈：爸B保你大      | 甘成瑛 |
| 2000年 | 性本善：安全套與性態度 | 黃太   |

### 電影
| 年份   | 片名         | 角色 |
| 1993年 | 天長地久     |      |
| 1994年 | 破壞之王     |      |
| 1996年 | 旺角風雲     |      |
| 1996年 | 國產雪蛤威龍 |      |

## 綜藝節目
- 《歡樂今宵》
- 1992年 《群星公益大派對》 （页面存档备份，存于）
- 1992年 《開心浪漫俏夫人》 （页面存档备份，存于）
- 1992年 《海陸空旅遊大競賽》 （页面存档备份，存于）
- 1994年 《週三紅 FRIEND 區》 （页面存档备份，存于）

## 兒童節目
- 閃電傳真機 第一代主持

其他五位主持分別是譚玉瑛、黎芷珊、黃智賢（阿Ben）、駱俊文、麥長青（麥包）
- 她與譚玉瑛、黎芷珊、黃智賢、麥長青4位第一代主持仍有聯絡.

### 兒歌
1992年
- 《如果一打》
- 《快樂專線》梁詠琳、馮家俊

## 獎項
1992年 【1992年度兒歌金曲頒獎典禮】十大兒歌金曲《如果一打》

## 外部連結
- 梁詠琳在香港影庫上的簡介
- 梁詠琳在互联网电影资料库（IMDb）上的資料（英文）